# Margaret Webster
Margaret Webster (New York, 15 marzo 1905 – Londra, 13 novembre 1972) è stata un'attrice e regista teatrale britannica con cittadinanza statunitense.
Insieme all'attrice Eva Le Gallienne e al produttore Cheryl Crawford, fondò nel 1946 l'American Repertory Theater.

## Biografia
Margaret Webster era figlia di Mary Louise Whitty e di Ben Webster. Nacque a New York, durante una tournée negli Stati Uniti di suo padre, un famoso attore di teatro.